# Folha de ouro

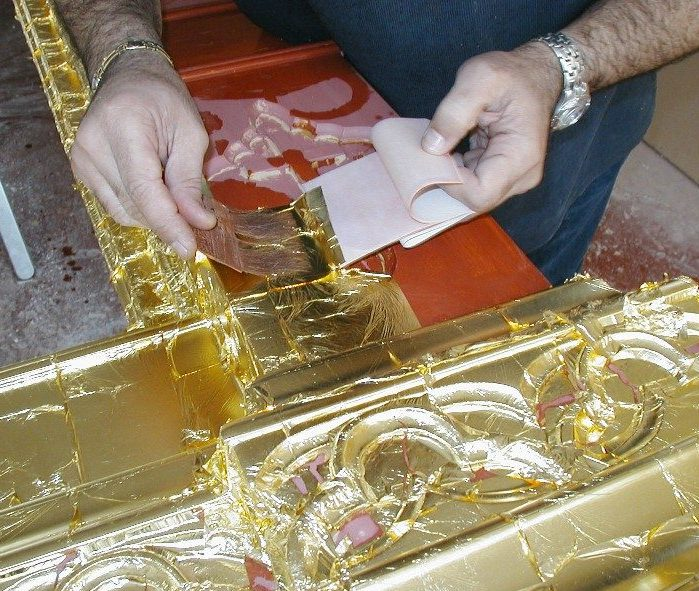
Aplicação de folha de ouro em um suporte.

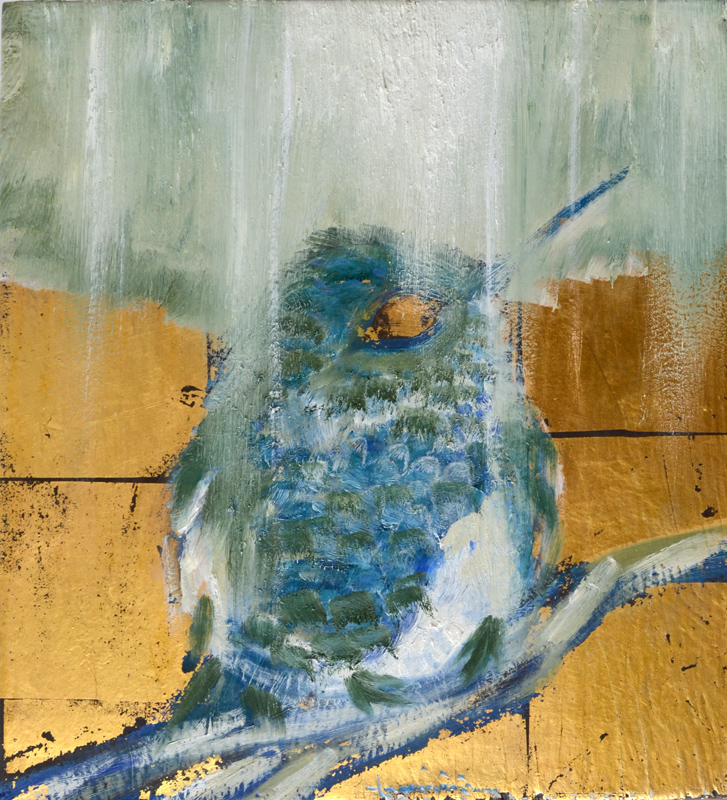
Pintura de Evandro Angerami. Técnica: óleo sobre folha de ouro

As Folhas de ouro referem-se a finas folhas do referente metal, tradicionalmente empregadas na decoração de objetos de diversos tipos de arte, como são exemplo retábulos, esculturas, ourivesarias, mobiliário, entre outras. Para além das folhas de ouro, existem também folhas de prata, cobre, alumínio ou paládio que são utilizados conforme o acabamento final pretendido. Também pode ser usado em alimentos, sendo registrado pelo código E175.
Um dos métodos de douramento consiste em bater folhas de ouro sobre o suporte que posteriormente são polidos, obtendo assim o brilho desejado. Este procedimento de batimento permanece essencialmente o mesmo desde a antiguidade a hoje.  As folhas de ouro são comercializadas em pacotes com 25 folhas, ou melhor, lâminas de um milésimo de milímetro, em formato quadrado de 90mm, separadas por folhas de papel de seda como num livro. O processo para se obter tais folhas‚ consiste em laminações sucessivas, colocando-se o ouro entre membranas de animais, usando-se martelos e rolos. O peso de 2 000 folhas é aproximadamente 25 gramas. Compreende-se assim, que o preço da folha de ouro deve-se em grande parte a este processo de fabricação.  
As folhas vendidas são: 
- cor dourada intensa - 23 1/2 quilates
- cor dourado-limão - 18 1/2 quilates*
- cor dourado-clara - 16 quilates*
- "ouro patente" - 23 quilates*

* maior espessura, logo, mais fáceis de manusear. 
A folha de ouro denominada "ouro patente", folha com maior espessura é indicada para douramento em objetos de uso ao ar livre e nas bolas dos mastros de bandeiras, pois tem seu efeito inferior em superfícies a serem apreciadas de perto. Esta folha, pode ser aplicada com os dedos como se fosse um decalque, pressionado em quadrados de papel de seda.
No passado, a folha de prata era utilizada e depois revestida com uma laca dourada transparente para imitar o ouro. Porém, como a prata difere do ouro, pois escurece e descola rapidamente, nos últimos anos foi substituída pelo paládio. O paládio e as folhas de ouro podem ser aplicados conjuntamente no mesmo desenho a fim de se obter efeitos combinados, sobretudo para criar efeitos incrustados.  A folha de prata deve ser bem protegida com lacas após a aplicação, bem como os livros com as folhas, ou se tornarão descoloridos no armazenamento. Na prata nova podem-se conseguir efeitos deliberados de envelhecimento pela aplicação de sulfeto de potássio ou outras soluções de conteúdo sulfúrico, antes do laqueamento. As diversas tonalidades de folha de ouro de imitação são vendidas sob os nomes de folha de bronze, metal holandês ou folha de metal; existe também uma folha de cobre, e, para imitar prata, uma folha de alumínio. Não possuem a fragilidade extrema do ouro, e podem ser alçadas ou aplicadas diretamente do livro para a superfície com mordente.  Os pós, as tintas de bronze, o ouropel e a purpurina estão disponíveis em grande variedade de tons e são inferiores até mesmo à folha de imitação. A aplicação destes produtos se limita à decorações temporárias. 